# 에마 해밀턴

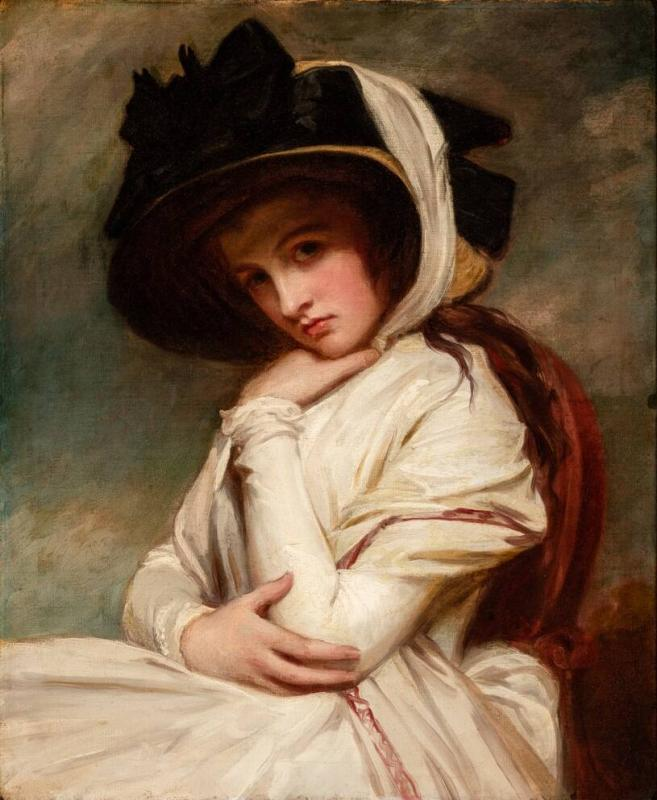
에마 해밀턴

에마 해밀턴(Emma Hamilton, 1765년 4월 26일 ~ 1815년 1월 16일)은 잉글랜드의 모델이자 가수이다. 허레이쇼 넬슨 제독의 정부이며, 조지 롬니의 작품 활동에 영감을 주는 여성이었다.
체셔주의 레스턴 출신이며, 에이미 라이언(Amy Lyon)이라는 이름으로 태어났으나 에마 하트(Emma Hart)로 이름을 개명하였다. 이후 12세부터 한 외과의사의 하녀로 일했으며, 코번트가든의 드루리 레인 왕립극장에서 여러 여배우들의 하녀로 활동하였다. 그 뒤 찰스 프랜시스 그레빌과 연인 사이가 되었으며, 그레빌의 친구였던 조지 롬니의 모델이 되어 런던 사교계의 명사가 되었다.
이후 1783년 그레빌은 부유한 여성과의 혼인을 위해 에마를 다른 곳으로 보내기로 결정했고, 나폴리에서 영국 공관으로 일하고 있는 숙부 윌리엄 해밀턴을 설득하였다. 결국 에마는 1785년 해밀턴에게 보내졌으며, 1791년 해밀턴은 에마와 정식으로 혼인하였다. 그 뒤 1798년 나일 해전에서 승전한 이후 나폴리를 방문한 허레이쇼 넬슨과 사랑에 빠져 허레이티아 넬슨(Horatia Nelson)을 출산했으며, 1803년과 1805년에 해밀턴과 넬슨이 차례로 사망하자 실의에 찬 생활을 하다 빚더미에 앉아 감옥에 갇히게 되었고, 1815년 프랑스의 칼레에서 사망했다.

## 사후
1941년 그녀를 주인공으로 한 영화 <해밀턴 부인(That Hamilton Woman)>이 제작, 상영되었다. 제작사
알렉산더 코다 감독에, 비비안 리가 해밀턴 부인 역할을 맡았고, 로렌스 올리비에가 넬슨 제독 역을 연기하였다.